# Thetán
El thetán es un concepto de la Iglesia de la Cienciología similar al concepto del alma en otros sistemas de creencias. Esta similitud no es exacta. El nombre deriva de la letra griega theta (Θ) que los cienciólogos creen que representa "la fuente de la vida o la vida en sí misma". En la Cienciología se cree que es el thetán, y no el sistema nervioso central, el que dirige al cuerpo a través de puntos de comunicación.
El thetán han sido descrito por la Cienciología de diferentes formas:
- Un "thetán es un ser espiritual inmortal, el alma humana".[3]
- "El ser que es el individuo y que maneja y vive en el cuerpo."[1]
- "Un thetán no es una cosa, un thetán es el creador de las cosas".[1]
- Un thetán es "la persona misma -no su cuerpo o su nombre, el universo físico, su mente o cualquier otra cosa; aquello que es consciente de ser consciente; La identidad que es el individuo. El thetán es más familiar para todos como el "YO"."[1]

Según la Cienciología, el concepto del thetán fue descubierto por primera vez a principios de la década de 1950 por el autor de ciencia ficción L. Ronald Hubbard, basándose en informes de practicantes de la Dianética, quienes, en sesiones, descubrieron que a los clientes se les ocurrían descripciones de experiencias de vidas pasadas. Aunque el término es comparable a un alma, un thetán puede encarnarse muchas veces. Un objetivo importante en la Cienciología es desarrollar una mayor conciencia y mayores niveles de capacidad para operar en el universo físico como un thetán operante.

## El thetán en la doctrina de la Cienciología
El término y el concepto fueron definidos por el fundador de la Cienciología, L. Ron Hubbard, quien adoptó el letra griega theta (Θ) para representar "la fuente de la vida y la vida misma". Hubbard introdujo por primera vez sus ideas sobre los "seres-theta" en una serie de conferencias en marzo de 1952. Él atribuyó la acuñación del término a su esposa Mary Sue. Como punto esencial de la doctrina de la Cienciología, el sentido de identidad y autoconciencia de una persona proviene completamente del "thetán". Es redundante referirse al "thetán de una persona", porque la persona no existe independientemente.
Hubbard una vez definió a un thetán como: "sin masa, sin longitud de onda, sin energía, sin cualidades medibles y sin tiempo o ubicación en el espacio, excepto por consideración o postulado. El espíritu no es una cosa. Es el creador de las cosas". En una serie de conferencias publicada más tarde como un libro («Las conferencias de Phoenix»), señaló en broma un estudio que implicaba que un "thetán" manifiesta una pequeña pero medible cantidad de masa:

De algunos experimentos llevados a cabo hace unos quince o veinte años, ¡un thetán pesaba alrededor de 1,5 onzas [45 gramos]! ¿Quién hizo estos experimentos? Bueno, un médico hizo estos experimentos. Pesaba a la gente antes y después de la muerte, reteniendo cualquier masa. Pesaba a la persona, a la cama y a todo, y descubrió que el peso disminuyó en el momento de la muerte aproximadamente 1,5 onzas [45 gramos] y en algunas de ellas 2 onzas [60 gramos]. (¡Eran súper thetanes!).

Aunque Hubbard no nombró al médico en cuestión, en realidad hubo tal intento, por parte de Duncan MacDougall, de medir el peso de los pacientes moribundos para determinar el peso del alma, aunque los experimentos de MacDougall tuvieron lugar unos cincuenta años antes de las conferencias de Hubbard, no quince o veinte, y generalmente no son considerados como con validez científica.
Según el hijo de Hubbard, Ronald DeWolf (nacido L. Ron Hubbard Jr.), su padre declaró que los thetanes son inmortales y perpetuos, habiéndose creado en algún momento hace varios miles de millones de años.
En el pasado primordial, según las enseñanzas de la Cienciología, los thetanes crearon el universo material en gran medida para su propio placer. Se cree que el universo no tiene una realidad independiente, sino que deriva su realidad aparente del hecho de que la mayoría de los thetanes están de acuerdo en que existe.. Los cienciólogos creen que los thetanes cayeron en desgracia cuando comenzaron a identificarse con su creación, en lugar de con su estado original de pureza espiritual. Finalmente, perdieron la memoria de su verdadera naturaleza, junto con los poderes espirituales y creativos asociados. Como resultado, los thetanes llegaron a pensar en sí mismos como nada más que seres encarnados.
Se cree que los thetanes renacen una y otra vez en nuevos cuerpos a través de un proceso llamado "asunción" que es análogo a reencarnación. Dell deChant y Danny Jorgensen comparan a la Cienciología con el hinduismo, en el sentido de que ambos atribuyen una relación causal entre las experiencias de encarnaciones anteriores y la vida actual. Con cada renacimiento, se cree que los efectos del universo "MEST" (MEST aquí significa materia, energía, espacio y tiempo) en el thetán se hacen más fuertes. Los cienciólogos creen que el thetán ha sido "encarnado en muchas ocasiones", pero generalmente evitan el término "reencarnación". También rechazan la idea de transmigración, "i.e. la creencia de que el thetán se encarnaría en cualquier animal inferior al humano". La primera fase de Scientology tiene que ver con la eliminación de "obstáculos adquiridos en esta vida y en existencias pasadas", escribe J. Gordon Melton. Estos obstáculos se denominan "engramas", "descritos como aberraciones asociadas al yo que producen patrones de comportamiento disfuncionales", según Melton.
Jon Atack, cuyo libro «Una pieza de cielo azul» detalla cómo alcanzó el nivel V de thetán operante antes de dejar la Cienciología, describe la doctrina de Hubbard sobre los thetanes:  "los thetanes son seres que lo saben todo, y se aburrieron porque no había sorpresas. Hubbard afirmó que el único deseo más importante en todos los seres es tener un 'juego'. Tener un 'juego' es necesario para 'no saber' ciertas cosas, de modo que ciertas percepciones eran negadas […] Como los thetanes lo sabían todo, esto requería que abandonaran o suprimieran las percepciones y el conocimiento. Con el tiempo, la pérdida de percepción se acumuló y ciertos thetanes comenzaron a causar daño a otros. Los seres MEST (físicos) también buscaban "atrapar" a los thetanes para controlarlos. Los thetanes llegaron a aprender la contrición, castigándose a sí mismos por sus propios actos "dañinos".
Según Hubbard, una parte esencial del juego de los thetanes era la "conquista" de la materia, la energía, el espacio y el tiempo por la fuerza vital, theta. Esto produjo múltiples universos que habían terminado y empezado sucesivamente, siendo cada uno más sólido y atrapado que el anterior. Los thetanes ya están tan enredados en el universo físico que muchos se han identificado totalmente con él, olvidando sus cuatro miles de millones de años de existencia y sus poderes de dioses originales.
La noción cienciológica del thetán difiere de otras religiones, como el judaísmo y el cristianismo, de tres maneras significativas. Mientras que otros sistemas de creencias "fusionan el concepto del cuerpo y el alma", el thetán es "separado e independiente". También a diferencia de la tradición judeocristiana, los cienciólogos creen que el thetán "ha vivido muchas, quizás miles de vidas". Tercero, a diferencia de la noción cristiana del pecado original, la Cienciología cree que el thetán es básicamente bueno, pero "ha perdido contacto con su verdadera naturaleza.
El académico de religiones Richard Holloway escribe que los thetanes no fueron creados, sino que se crearon a sí mismos, adoptando y creando el cuerpo humano como vehículo o existencia.

## Thetán y muerte
Los no cienciólogos Joel Sappell y Robert Welkos describieron en un artículo de 1990 en el «LA Times» cómo los cienciólogos creen que cuando una persona muere, o, en términos de la Cienciología, cuando un thetán abandona su cuerpo físico, van a una "estación de aterrizaje" en el planeta Venus, donde el thetán se reimplanta y cuenta mentiras sobre su vida pasada y su próxima vida. Los venusinos toman el thetán, lo "encapsulan" y lo envían de vuelta a la Tierra para arrojarlo al océano frente a la costa de California. Citan a Hubbard diciendo: "Si puedes salir de eso, y a través de eso, pasear por las ciudades y encontrar a una chica que parece que se va a casar o tener un bebé o algo así, está todo listo. Y si puedes encontrar la sala de maternidad para un hospital o algo así, estás bien. Y finalmente simplemente tomas un bebé.
Si bien el descubrimiento de Hubbard del thetán condujo al desarrollo de una cosmología elaborada, la estructura doctrinal que creó se basa en las siguientes proposiciones: "El hombre es un ser espiritual inmortal. Su experiencia se extiende mucho más allá de una sola vida. Sus capacidades son ilimitadas, incluso si no se realizan actualmente”.

## Thetán operante
La Cienciología define "thetán operante" como "causa consciente y voluntaria sobre la vida, el pensamiento y la materia, la energía, el espacio y el tiempo (MEST)".
La Iglesia de la Cienciología declara como un punto de la doctrina que un individuo existe con o sin cuerpo.

## Cleared theta clear
Más allá incluso los niveles del thetan operante viene el nivel "cleared theta clear", un estado divino que Hubbard describe de esta manera:

Un thetán que está completamente rehabilitado y puede hacer todo lo que un thetán debe hacer, como mover la MEST y controlar a otros desde la distancia, o crear su propio universo; una persona que es capaz de crear su propio universo o, viviendo en el universo MEST es capaz de crear ilusiones perceptibles por otros a voluntad, manejar objetos del universo MEST sin medios mecánicos y no tener y sentir la necesidad de cuerpos o incluso del universo MEST para mantenerse a sí mismo y a sus amigos interesados en la existencia

## Thetán corporal
Un thetán corporal es un thetán desencarnado que está "atrapado" en, sobre, o cerca de un cuerpo humano. Se dice que todos los cuerpos humanos están infestados por estos thetanes incorpóreos, o por grupos de ellos. Esta información no se revela hasta que un cienciólogo alcanza el nivel III de thetán operante. Hubbard dijo que los thetanes corporales eran el resultado de un "incidente" prehistórico que involucraba a Xenu.